# Erica Matile
Erica Matile (eigentlich: Erika Jean-petit Matile; * 8. Januar 1957 in Zürich) ist eine Schweizer Modedesignerin.

## Leben und Wirken
Matile wuchs in Wetzikon (ZH) auf. Nach einer Lehre als Modeberaterin holte sie 1978 den Kaufmännischen Lehrabschluss nach, arbeitete als Sekretärin und als Redaktionsassistentin bei der Zeitschrift Schweizer Familie. Nach einer längeren Mexikoreise entwarf sie 1983 erstmals Kleidungsstücke. 1987 eröffnete sie ihr erstes Geschäft an der Züricher Bäckerstrasse und gründete das eigene Modelabel «Erica Matile».
1988 nahm Matile an der «Modewoche München» sowie an der «Saft» (Swiss Avantgarde Fashion Trends) in Zürich teil. 1989 wurde sie an die «British Designer Show» in London eingeladen. Von 1993 bis 1995 kreierte sie eine ökologische Kinderkollektion. 1997 wurde ihre Arbeit im Rahmen der Ausstellung «Schweizer Modedesign 1972-1997» am Schweizer Landesmuseum ausgestellt. Das Nationalmuseum kaufte dafür zwei Objekte der Designerin an.
1998 wurde die Mode von Matile an der Modenschau «Europe's Designer Revolution» (im Rahmen der CPD Düsseldorf) präsentiert. Für das Warenhaus Globus entwarf sie ebenfalls 1998 eine Interieurkollektion unter ihrem Namen. Im September 1998 stellte Erica Matile ihre Kollektion erstmals an der Prêt-à-porter-Messe in Paris aus. Im Februar 1999 nahm sie an der Moda Milano in der Gruppe «New Design» teil. Im Herbst 2000 präsentierte Matile ihre Mode an der «Gwand» in Luzern als Schweizer Vertreterin des internationalen Abends.
2005 stellte sie die Produktion der Kollektion «Erica Matile» aus persönlichen Gründen ein. Sie arbeitet seitdem als Buchautorin sowie als Kostüm- und Bühnenbildnerin.
Matile war Jurymitglied an Fachhochschulen und für das Schweizer Bundesamt für Kultur. Im Jahr 2010 sowie von 2015 bis 2019 leistete Matile für die Schweizer Stiftung Swisscontact Freiwilligeneinsätze als Leiterin von Couturier-Weiterbildungen in Burkina Faso und in Benin. 2020 gründete sie ihr eigenes Projekt in Savé (Benin), wo sie Schneider weiterbildet und mit ihnen Kleider und Accessoires herstellt. 2018 entwarf sie eine Fairtrade-Strickkollektion für die Hilfsorganisation Helvetas.
Matile ist seit 1989 mit Martin Sturzenegger verheiratet und hat einen Sohn und eine Tochter.

## Preise
- 1990: 1. Preis am „Concours internationales des jeunes stylistes“ in Genf[15][16]
- 1990: Newcomer-Preis der Jury und Publikumspreis des Fashionmagazins Jardin des Modes[17]
- 1995: „Prix Bolero“ für herausragendes Modeschaffen in der Schweiz[18][19]

## Buchveröffentlichungen
- Hrsg.: Vom Fleck weg: Rund 1000 Tipps und Tricks für unser tägliches Leben. Salis Verlag, Zürich 2009, ISBN 978-3-905801-77-4
- Hrsg.: Hautsache wohl Rund 1000 Tipps und Tricks für unsere Schönheit und unser Wohlbefinden. Salis Verlag, Zürich 2011, ISBN 978-3-905801-54-5
- Hrsg.: Vom Fleck weg. Band 2, Salis Verlag, Zürich 2016, ISBN 978-3-906195-50-6
- Mit Sabine Reber: Fortpflanzen: 1000 Tipps, damit es im Garten wirklich klappt, Landverlag Langnau i. E. 2014,  ISBN 978-3-905980-23-3